# Brogden, England
Brogden var en civil parish från 1866 till 1987 då den blev en del av Bracewell and Brogden och Blacko, i distriktet Pendle, i grevskapet Lancashire, i England. Civil parish var belägen 12 km från Clitheroe och hade 75 invånare år 1971.